# Daho Pleyel Paris
Albums de Étienne Daho
An Evening with Daho
(2008) Le Condamné à mort
(2010)
Daho Pleyel Paris est un album live d'Étienne Daho enregistré dans la Salle Pleyel de Paris pendant la tournée de l'Obsession Tour. Le concert, également sorti en DVD, a été filmé le 3 décembre 2008 par Fabien Raymond. Le CD comporte 5 titres "bonus" studio.

## Titres du DVD
1. L'introvitation
2. Jungle pulse
3. Cet air étrange
4. Rendez-vous à Vedra
5. Les fleurs de l'interdit
6. Un merveilleux été
7. Des attractions désastre
8. Sur mon cou
9. La baie
10. L'enfer enfin
11. Saudade
12. Comme un igloo
13. L'adorer (spécial guest Edith Fambuena)
14. Des heures hindoues
15. Rendez-vous au jardin des plaisirs
16. Epaule tattoo featuring Marianne Faithfull
17. Boulevard des Capucines
18. Le premier jour (du reste de ta vie)
19. Obsession
20. L'invitation
21. Ouverture
22. Mythomane
23. Promesses
24. Le grand sommeil
25. Comme un boomerang
26. If featuring Charlotte Gainsbourg
27. Paris Le Flore
28. Cap Falcon

## Titres du CD
Le CD comporte en plus 5 titres studio
1. Les dessous chics en duo avec Jane Birkin
2. Le grand sommeil en duo avec Philippe Katerine
3. Rendez-vous au jardin des plaisirs en duo avec Camille
4. Private tortures en duo avec Coming Soon
5. Mythomane

## Musiciens
1. Étienne Daho : chant, percussions
2. Philippe Entressangle : batterie, percussions
3. Marcello Giuliani : basse, chœurs
4. Mako : programmation, claviers, guitare, chœurs
5. François Poggio : guitare, chœurs
6. Camille Borsarello : alto
7. Delphine Capuçon : violoncelle
8. Karen Khochafian : violon